# Johann von Welsperg

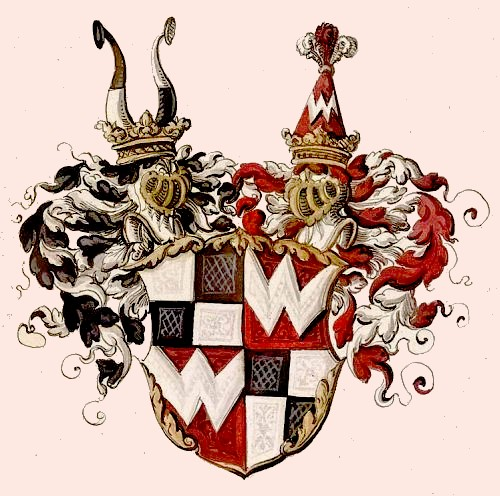
Gemehrtes Wappen der Welsperg

Johann von Welsperg, auch Hans zu Welsperg (* um 1520; † 1583), war ein Tiroler Adliger, Kämmerer und Reichshofrat, der in den Freiherrenstand erhoben wurde.

## Leben
Er stammte aus dem Tiroler Uradelsgeschlecht Welsperg. Über seine Biografie ist wenig bekannt. Seit ca. 1500 führte seine Familie den Titel eines Erbmarschalls des Hochstiftes Brixen, sowie seit 1568 eines Erbland-Küchen- und Stabelmeisters. 1564 gab Kaiser Ferdinand I. ihm und seinen Vettern Bartholomäus, Balthasar, Melchior, Paul und Kaspar die Erlaubnis der Vermehrung ihres Wappens mit dem der erloschenen Herren von Villanders, damit verbunden den rittermäßigen Adelsstand, Lehensberechtigung und Rotwachsfreiheit. Am 9. Mai 1567 erhielt er den Freiherrenstand. Kaiser Maximilian II. ernannte ihn zum Kämmerer und Kaiser Rudolf II. am 2. Dezember 1576 zum Reichshofrat, welches Amt er bis September 1583 ausübte, seinem mutmaßlichen Todesjahr. 